# Маруся Тисянська
Маруся Тисянська (Марія Кабалюк-Тисянська, 12 жовтня 1911 року в селі Кваси на Рахівщині — 8 серпня 2000) — українська поетеса, педагог.

## Життєпис
Народилася в багатодітній сім'ї лісоруба.
Вчителювала в Грушові та Вільхівцях на Тячівщині, у Росішці та Лазещині. З днів визволення Закарпаття й до виходу на пенсію 1971 року, працювала вихователькою восьмирічної школи в рідних Квасах на Рахівщині.
Мала дружні стосунки з поетами Закарпаття, зокрема Василем Ґренджею-Донським, Олександром Маркушем, Іваном Стецюрою, Іваном Чендеєм, А. Ряшком.
Вірші Марії Миколаївни друкувалися в колективних збірках:
- «Гірські квіти» (1962)[4]
- антології «Поети Закарпаття» (Пряшів, 1965)
- «Пісне наша — доле наша» (1967),
- «Яворова сопілка» (1973),
- «Гуцуліє, рідна земле» (1993).

Авторка збірки «Дзвеніть, співаночки», «Гуцульщина». Дружила з вчителями Верхньоводянської школи Марією Юріївною Зінчук та Оленою Василівною Павлюк і присвятила їм вірш «Доброта».
Похована на міському цвинтарі у Рахові.